# مدیتا
ادیتا مالوویچ (انگلیسی: Edita Malovčić؛ زادهٔ ۲۱ ژانویهٔ ۱۹۷۸) شناخته‌شده با نام هنری مدیتا (به انگلیسی: Madita)، بازیگر، خواننده-ترانه‌پرداز، و بازیگر سینما اهل اتریش است. وی از سال ۲۰۰۲ میلادی تاکنون مشغول فعالیت بوده‌است. آثار مدیتا سبک‌های سینث‌پاپ، آراندبی معاصر و جاز را در بر می‌گیرد.
از فیلم‌ها یا برنامه‌های تلویزیونی که وی در آن نقش داشته‌است می‌توان به هلیکوپتر امداد، ۴ دقیقه اشاره کرد.